# Rafael Franco
Rafael de la Cruz Franco Ojeda (ur. 22 października 1896 w Asunción, zm. 15 września 1973 w Asunción) – paragwajski pułkownik i polityk, prezydent Paragwaju od 17 lutego 1936 do 13 sierpnia 1937.
Położył znacze zasługi w wojnie z Boliwią o Chaco. W 1936 dokonał zamachu stanu, przejmując władzę w Asuncion. Przekształcił Paragwaj w pierwszy komunistyczny kraj Ameryki Południowej. Został obalony, po czym wyemigrował. Od 1945 stał na czele Febrerystowskiego Zgromadzenia Demokratycznego.